# Lubczyno
Lubczyno (Duits: Ludwigshorst) is een plaats in het Poolse district  Gorzowski, woiwodschap Lubusz. De plaats maakt deel uit van de gemeente Bogdaniec en telt 340 inwoners.